# وییاپینسون
وییاپینسون (به اسپانیایی: Villapinzón) یک منطقهٔ مسکونی در کلمبیا است که در شهرستان کوندینامارکا واقع شده‌است. وییاپینسون ۲۴۹ کیلومتر مربع مساحت و ۱۹٬۷۴۲ نفر جمعیت دارد و ۲٬۷۱۵ متر بالاتر از سطح دریا واقع شده‌است.

## نگارخانه

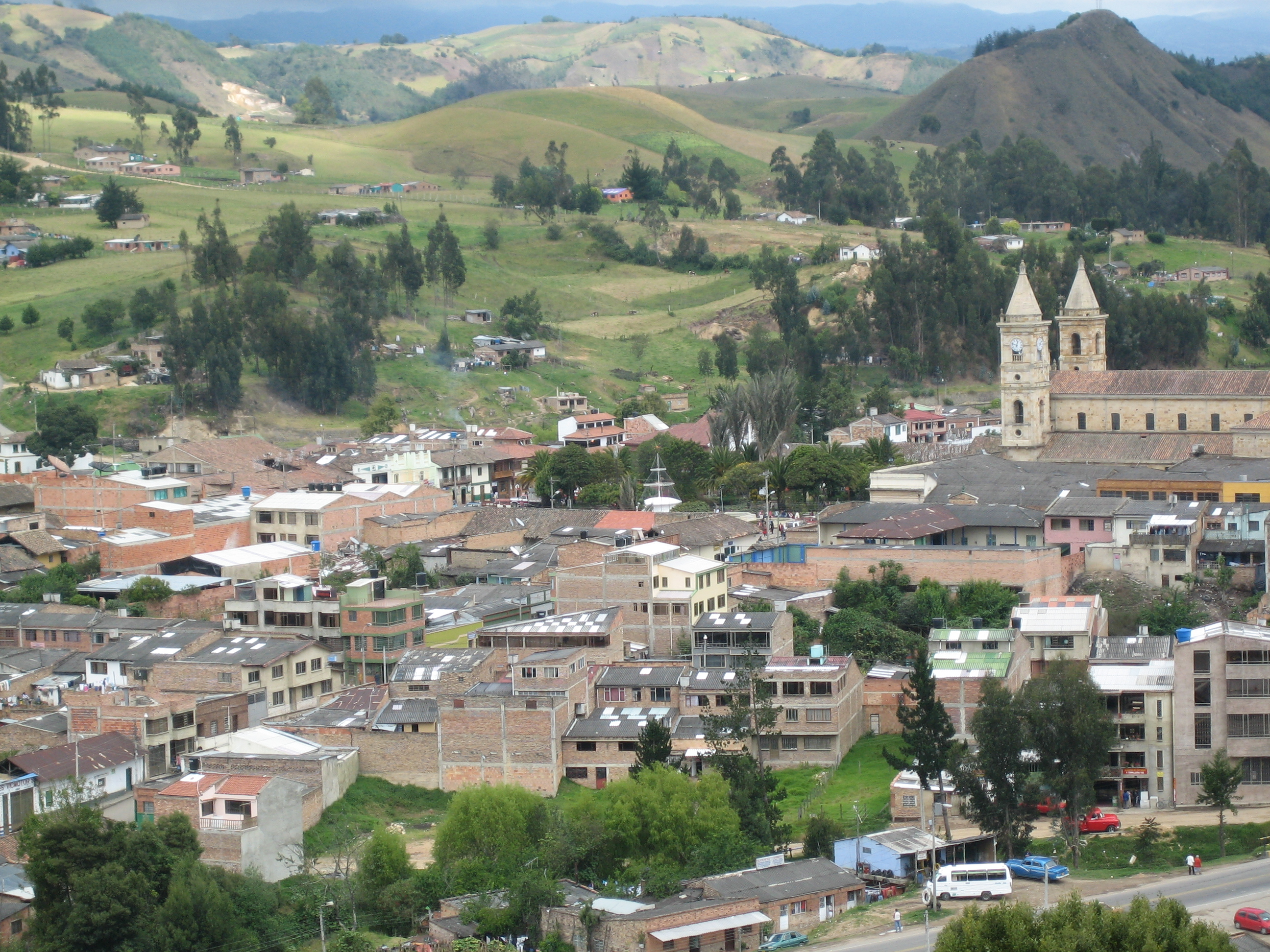
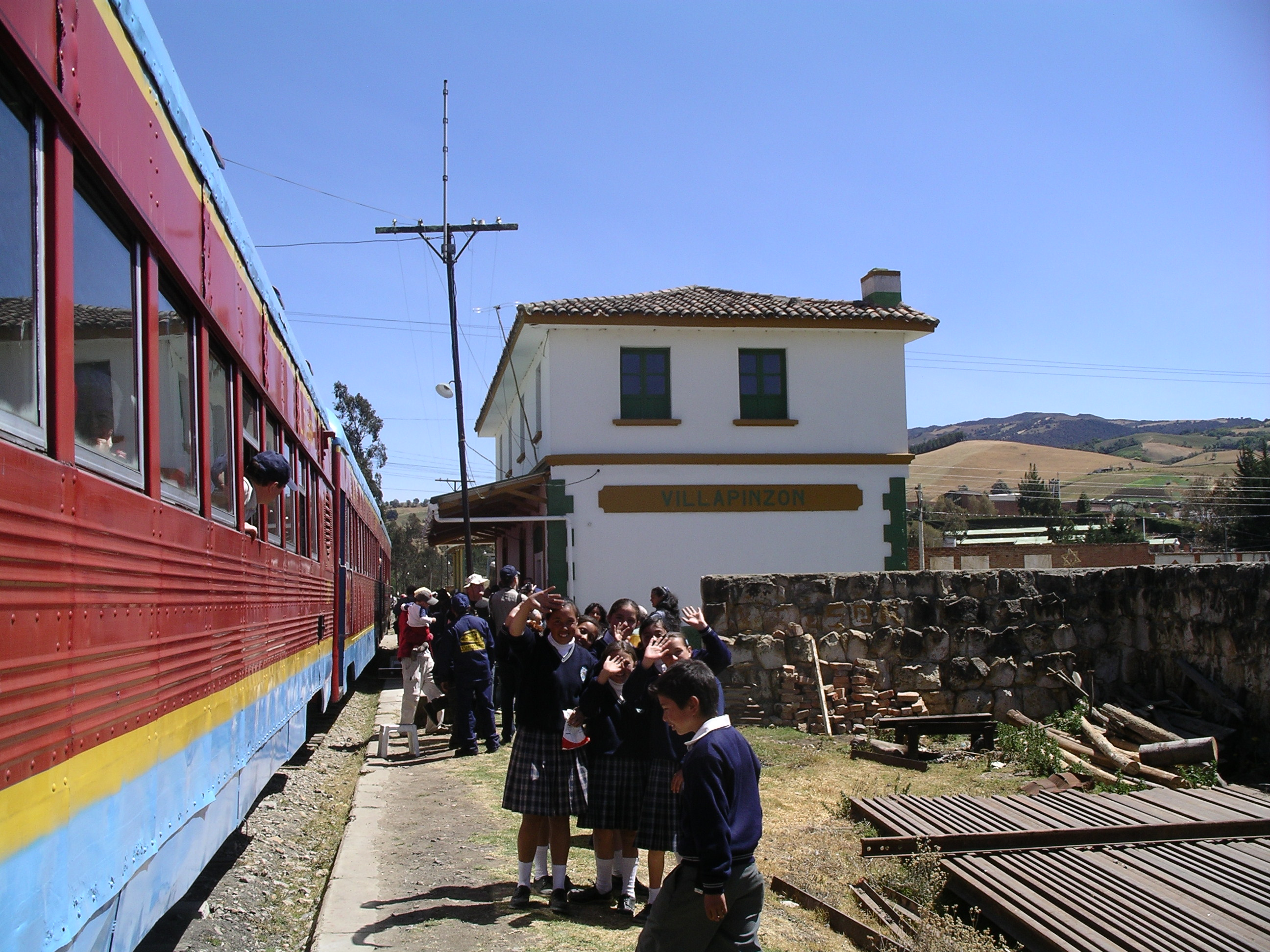
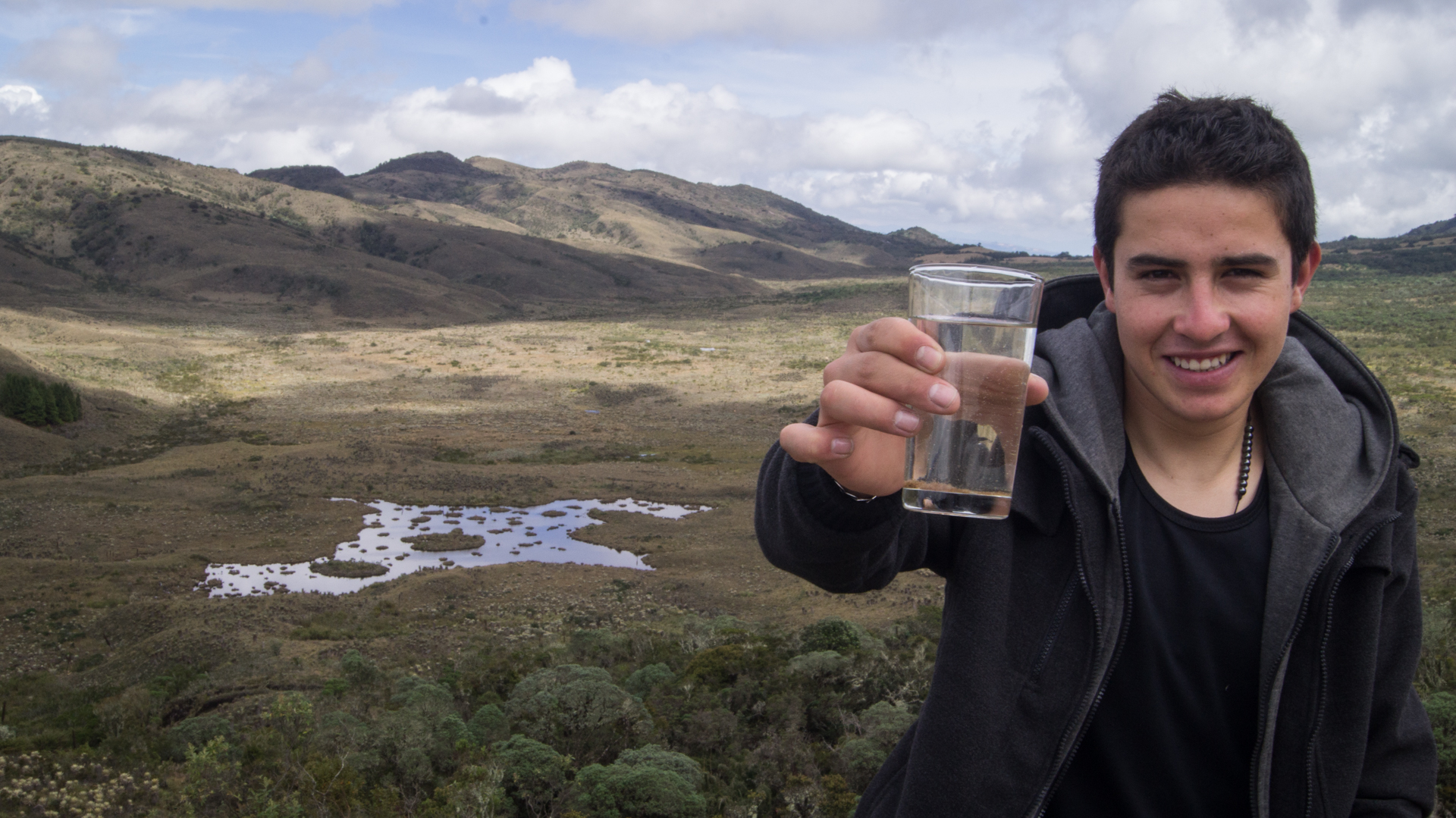